# Kotra (Backgammon)

Startaufbau eines Kotraspiels

Kotra ist eine isländische Spielart des Backgammons oder Tricktracks.

## Spielanleitung
Wie das heutige Backgammon wird Kotra zu zweit mit 30 Steinen (15 schwarze, 15 weiße) und zwei Würfeln auf einem Spielbrett gespielt. Das Spielbrett ist in der Mitte durch die so genannte Bar geteilt. Entsprechend der Lichtquelle (im Mittelalter meist eine Kerze) wird zwischen äußerem und innerem Bord unterschieden. Durch die gegensinnige Ausrichtung der Zacken werden insgesamt vier Viertel unterschieden.

### Allgemeine Spielregeln
Auf jeder Seite des Spielplans befinden sich 12 Felder oder Zacken. Weiß spielt von Feld a nach Feld x, Schwarz von Feld m nach Feld l. Im Gegensatz zum gewöhnlichen Backgammon beginnt Weiß mit allen 15 Spielsteinen auf Zacke a und Schwarz startet mit allen Steinen auf Zacke m (wie in Abbildung 1 zu sehen). Das letzte Viertel, das jeweilige Heimbord (s-x für Weiß und g-l für Schwarz), gilt es mit allen 15 Steinen zu erreichen.
Jeder Spieler wirft einen Würfel. Die höchste Zahl beginnt, wobei der erste Zug den gewürfelten Augenzahlen entsprechend erfolgt. Bei gleicher Augenzahl wird erneut gewürfelt. Im Folgenden würfeln die Spieler abwechselnd mit beiden Würfeln.
Der jeweilige Spieler wirft zwei Würfel. Beim Ziehen von der Startposition zum Heimbord ist es möglich, sowohl mit zwei Steinen die beiden Augenzahlen vorzurücken (also bei 3 und 5 einen Stein 3 und einen weiteren Stein 5 Felder) als auch mit einem Stein zuerst der Anzahl der Augen des einen und dann des anderen Würfels entsprechend zu ziehen (erst 3 Felder und dann 5 Felder). Die beiden Ergebnisse dürfen nicht zusammen gerechnet und der Stein mit einem Zug bewegt werden. Es kann nur auf „freie“ Feldern (unbesetzte, mit eigenen Steinen oder einem gegnerischen Stein, der geschlagen werden kann, besetzte) gezogen werden, daher müssen auch beim Vorrücken mit nur einem Stein beide Felder „frei“ sein. Die Reihenfolge der beiden einzelnen Züge ist egal. Das ermöglicht dem Spieler im Falle, dass eines der Felder belegt ist, trotzdem den Zug zu vollenden (zum Beispiel wenn Feld 3 besetzt ist, erst 5 Felder und dann 3 Felder vorzurücken). Werden zwei gleiche Zahlen gewürfelt (etwa 5 und 5), ist das ein „Pasch“ und der Spieler darf die doppelte Felderzahl vorrücken (also statt 10 insgesamt 20). Hierbei ist es dem Spieler überlassen, ob er mit einem, zwei, drei oder vier Steinen zieht, solange die einzelnen Zielfelder „frei“ sind.
Rückt ein Spieler auf ein Feld vor, auf dem ein einzelner gegnerischer Stein (bloßer Stein) steht, gilt dieser Stein als geschlagen und wird auf die Mitte des Spielbrettes (Bar) gestellt. Der Spieler ist jedoch nicht verpflichtet zu schlagen, wenn er noch andere Steine zum Vorrücken zur Verfügung hat.
Der gegnerische Spieler kann erst dann weitere Züge machen, wenn geschlagene Steine wieder im Spiel sind. Die gefangen genommenen Steine müssen vom Balken aus wieder auf das eigene Startbord gesetzt und so ins Spiel gebracht werden. Das kann langes Warten bedeuten. Die wiedereinzusetzenden Steine müssen auf eine freie Zacke des Startbordes gestellt werden. Der Spieler kann gefangen genommene Steine weder auf Feldern, die bereits von seinen eigenen besetzt sind, noch auf solchen, die von zwei oder mehr feindlichen Steinen belegt sind, wieder ins Spiel bringen kann. Als erstes Feld beim Wiedereinsetzen wird das Startfeld (a für Weiß und m für Schwarz) gezählt. Wenn im Startbord kein Zielfeld „frei“ ist, verfällt der Wurf. Der Spieler hat außerdem die Möglichkeit, zwei geschlagene Steine mit einem Wurf wieder ins Spiel zu bringen.
Wer als Erster alle 15 Steine über Feld x (für Weiß) oder l (für Schwarz) aus dem Heimbord ausspielen kann, ist der Gewinner. Die 15 Steine müssen sich jedoch alle im Heimbord befinden, bevor abgetragen werden darf. Dabei kann ein Stein auch mit einer höheren Augenzahl als erforderlich ausgespielt werden, wenn auf den Feldern mit der Nummer, die der Augenzahl entspricht, oder höheren Nummern kein Stein mehr steht. Wird beispielsweise eine 5 gewürfelt und weder auf der fünften oder sechsten Zacke vor dem Ziel liegen Steine, dann kann auch ein Stein von der vierten Zacke ausgespielt werden. Liegt jedoch auf der sechsten Zacke noch ein Stein, so muss dieser zunächst zur ersten Zacke vor dem Ziel gesetzt werden.

### Besondere Kotra-Regeln
1. Würfelt ein Spieler einen Pasch (zwei gleiche Augenzahlen) beim ersten Wurf, kann nur ein Stein bewegt werden, sofern keine 6 : 6 geworfen wird und eine spezielle Regel in Kraft tritt, nach welcher vier Steine nach g (Weiß) oder s (Schwarz) bewegt werden müssen.
2. Während diese vier Steine zusammen auf g bzw. s verbleiben, sind sie verwundbar wie ein einzelner bloßer Stein. Werden sie geschlagen, sind sie alle vom Spielbrett zu nehmen und müssen in der gewöhnlichen Weise wieder ins Spiel gebracht werden. Wurde einmal einer dieser Steine bewegt, sind die anderen drei vor dem Angriff geschützt mit Ausnahme von Regel 5.
3. Ein Spieler darf keinen Stein von der gegnerischen Seite des Brettes ziehen, bis er fünf Spielsteine von der Ausgangsposition wegbewegt hat.
4. Ein Spieler kann nicht mehr als einen Stein auf einem Zacke platzieren (außer laut Regel 2), bis er einen Spielstein auf dem entferntesten Feld auf der gegenüberliegenden Seite des Brettes (l für Weiß oder x für Schwarz) stehen hat. Dann darf er zwei oder mehr Steine auf die Zacken der eigenen und gegnerischen Seite des Brettes stellen.
5. Ein Spieler darf einen Stein nicht auf ein Feld stellen, auf dem sich zwei oder mehr gegnerische Steine befinden, es sei denn, es ist unmöglich, einen Block/eine Aufeinanderfolge feindlicher Spielsteine zu passieren. Wenn er auf einem Feld landen und die Steine auf diesem schlagen kann, z. B. wenn Weiß Spielsteine auf s, t, u, v, w und x hätte, könnte Schwarz nicht vorbeigehen selbst beim Wurf einer 6. Daher kann er sich auf jedes Feld der gewürfelten Augenzahl entsprechend stellen. Es ist deshalb unklug, zwei oder mehr Steine auf sechs aufeinander folgenden Feldern stehen zu haben, da man so gleich mehrere Steine mit auf einmal verlieren kann.
6. Wenn möglich muss ein Spieler beim Werfen von zwei gleichen Augenzahlen (Pasch) die angezeigte Zahl viermal spielen (siehe Abänderung in Regel 1).
Gewinnen des Spiels

### Gewinnmöglichkeiten
Das Spiel kann auf verschiedene Weise gewonnen werden:
- Uttekt – alle Steine ausspielen (Erzielt 2 Zähler)

Wenn alle Spielsteine eines Spielers ihr letztes Viertel des Brettes erreicht haben (zum Beispiel die Steine von Schwarz sind auf den Feldern g bis l oder die von Weiß sind auf s bis x), darf er sie abtragen. Dabei ist das Werfen eines Pasch am günstigsten, da vier Steine in einer Runde entfernt werden können. Würfelt ein Spieler eine höhere Zahl als er zum Abtragen benötigt, muss er von seinem hintersten Feld aus die Spielsteine entfernen, damit die Augenzahl weitestgehend ausgeschöpft wird. Dies kann einen bloßen Stein zur Folge haben und den Gegner dazu berechtigen, den Stein zu schlagen. Wenn das passiert, muss der geschlagene Stein wieder im Eingangsviertel des Spielers eingeführt werden. Der Spieler kann dabei keine weiteren Steine abtragen, bis der Spielstein in das letzte Viertel zurückgekehrt ist. Der erste Spieler, der alle seine Spielsteine abgetragen hat, erzielt 2 Zähler.
- Jan – Junker (Erzielt 15 Zähler)

Wenn ein Spieler mehr Spielsteine gefangen hat, als es leere Felder in seinem Eingangsviertel gibt, ist er Jan oder blockiert. Wenn etwa Schwarz fünf bloße Steine in seinem Eingangsviertel hat und Weiß zwei weitere Steine schlägt und sie vom Brett wirft, kann Schwarz nur einen dieser wieder ins Spiel bringen und ist daraufhin Jan oder blockiert. Dadurch wird das Spiel beendet und Weiß erzielt 15 Zähler.
- Stór Jan – Großer Junker (Erzielt 15 Zähler)

(Beim Schwedischen Brettspiel auch als „Sprängjan“ benannt) Wenn ein oder mehrere Steine eines Spielers geschlagen sind und es kein freies Feld gibt, auf dem man sie wieder einsetzen kann, weil alle Felder im ersten Viertel durch dessen eigene Steine und gegnerische Doppelfelder besetzt sind, ist es unmöglich, sie wieder ins Spiel zu bringen. Daher ist das Spiel beendet und der Spieler wird Sprängjan. Sein Gegner erhält 15 Zähler.
- Meistari – Des Meisters Gewinn (Erzielt 13 Zähler)

(Beim Schwedischen Brettspiel auch als „uppspel“ benannt) Dies wird erreicht, wenn ein Spieler am Ende des Spieles alle seine 15 Spielsteine auf dem Endfeld des Gegners platziert; wenn beispielsweise alle Spielsteine von Schwarz auf l oder alle Steine von Weiß auf x stehen. Der Gewinner erhält 13 Zähler.
- Stutti munkur – Kleiner Mönch (Erzielt 7 Zähler)

(Beim Schwedischen Brettspiel auch als „enkelt kronspel“ benannt) Hierzu kommt es, wenn Weiß fünf Steine jeweils? auf v, w und x oder Schwarz fünf Spielsteine auf j, k und l hat. Der Gewinner bekommt 7 Zähler.
- Langi munkur – Großer Mönch (Erzielt 5 Zähler)

(Beim Schwedischen Brettspiel auch als „dubbelt kronspel“ benannt) Weiß muss drei Spielsteine jeweils auf t, u, v, w und x platzieren oder Schwarz drei Steine auf h, i, j, k und l. Der Gewinner bekommt 5 Zähler.
- Half Munkur – Halber Mönch (Erzielt 3½ Zähler)

Ein Spieler erzielt einen halben Mönch, wenn es ihm gelingt, seine Spielsteine in die Position eines Kleinen oder Großen Mönches zu bringen, indem er nur die Hälfte des Wurfes einsetzt. Das wäre der Fall, wenn Weiß für einen Kleinen Mönch spielte und fünf Spielsteine auf x, fünf auf w, vier auf v und einen auf s hätte. Würde er 6 und 3 würfeln, brauchte er nur eine 3, um den jeweiligen Stein von s nach v zu bewegen und einen Kleinen Mönch zu erhalten. Doch da er die 6, die er außerdem geworfen hat, nicht nutzen würde, käme er nur auf die Hälfte des Zählerstandes für einen Kleinen Mönch, und zwar 3½ Zähler.
- Langi hryggur – Langer Rücken (Erzielt 3 Zähler)

Das kann erreicht werden, wenn Weiß drei Spielsteine jeweils auf s, t, u, v und w positioniert oder Schwarz drei Spielsteine auf jedem der Felder g, h, i, j und k platziert. Dadurch werden 3 Zähler erzielt.
- Litil meistari – Gewinn des Kleinen Meisters (Erzielt 3 Zähler)

Dies geschieht, indem Weiß acht Spielsteine auf x und sieben auf w platziert oder Schwarz acht Steine auf l und sieben auf k stehen hat. Diese Art des Gewinnens wird nur von wenigen Spielern genutzt. Hierdurch können 3 Zähler erzielt werden.
- Mar (zusätzlich 2 Zähler)

Wenn ein Spieler einen gegnerischen Stein mit einem Sieg bringenden Wurf schlägt und vom Brett wirft, wird der Gegner Mar und es werden 2 Zusatzzähler dem Ergebnis des Gewinners gutgeschrieben.
- Nachwürfe: Wenn ein Spieler alle seine Spielsteine ausgespielt hat, bevor der Gegner auch nur einen einzigen Stein vom Brett bringen konnte, erhält er zwei Zähler für das Ausspielen, aber seinem Gegner sind fünf, sieben oder dreizehn Nachwürfe (die Anzahl variiert in verschiedenen Teilen der Insel) erlaubt, um einen Großen Mönch, einen Kleinen Mönch oder einen Meister zu spielen. Für den Fall, dass er Erfolg dabei hat, erzielt er die volle Summe des Spielendes. Manche Spieler erlauben keine Nachwürfe, da Mönche sehr selten sind.

- Zusatzwurf: Manche Spieler erlauben dem Spielgegner zu Beginn des Spieles einen zusätzlichen Wurf, wenn ihr Gegner alle seine Steine ausgespielt hat. Sollte es ihm auch gelingen, seine Spielsteine beim Zusatzwurf vom Brett zu bringen, wird das Spiel für unentschieden erklärt und beide erhalten 2 Zähler. Wenn mehr als ein Spiel gespielt wird, beginnt derjenige das nächste Spiel, der seine Steine ausspielen konnte oder einen Jan erhalten hat. Besondere Gewinnmethoden zählen in dieser Hinsicht nicht.